# Oliarus obscura
Oliarus obscura är en insektsart som först beskrevs av Victor Antoine Signoret 1865.  Oliarus obscura ingår i släktet Oliarus och familjen kilstritar. Inga underarter finns listade i Catalogue of Life.